# Лоскутушка из страны Оз
«Лоскутушка из страны Оз» (англ. The Patchwork Girl of Oz) — книга американского писателя Фрэнка Баума, 7-я по счёту в серии о сказочной стране Оз. Книга была впервые опубликована 1 июля 1913 года с иллюстрациями Джона Р. Нила и была посвящена Самнеру Гамильтону Бриттону, сыну Самнера Чарльза Бриттона, совладельца издательства Reilly & Britton, выпускавшего книги Баума. В 1914 году Баум адаптировал текст книги для сценария фильма, который снимался его кинокомпанией Oz Film Manufacturing Company.
В предыдущей книге серии — «Изумрудный город страны Оз» — с помощью магии страна Оз была изолирована от внешнего мира. Баум использовал этот приём, чтобы завершить серию книг о стране Оз, но из-за финансовых трудностей был вынужден продолжить её написание. В прологе «Лоскутушки» Баум объясняет, как ему удалось получить ещё одну историю о стране Оз, изолированной от всего света: ребёнок предложил ему связаться с Оз с помощью радиотелеграфа. Волшебница из страны Оз Глинда, используя свою книгу, в которой записано всё, что происходит на свете, узнаёт, что кто-то пытается связаться со страной Оз по радиотелеграфу, после чего сооружает телеграфную башню и поручает Косматому, владеющему телеграфным кодом, передать по телеграфу историю, содержащуюся в этой книге Баума.

## Содержание
Оджо, несчастный мальчик из страны Жевунов, который живёт со своим дядюшкой Нанки в пустыне, однажды направляется к старому приятелю дяди — доктору Пипту, владеющему магией. Доктор Пипт демонстрирует Оджо изготовленный им Оживительный Порошок, который при соприкосновении с любым объектом оживляет его после заклинания. Впоследствии дядюшка Нанки и жена доктора Пипта становятся жертвами другого изобретения доктора, Окаменяющей Жидкости, которая превращает их в твёрдые мраморные статуи.
Остальная часть книги представляет собой описание путешествия Оджо по стране Оз, которое он совершает, чтобы собрать пять компонентов антидота к Окаменяющей Жидкости: шестилиственный клевер, который растёт только в Изумрудном городе, три волоска из кончика хвоста Вузи, четверть пинты воды из тёмного колодца, капля масла из тела живого человека и левое крыло жёлтой бабочки. Оджо собирает все эти снадобья с помощью Лоскутной Куклы по имени «Обрывки» (Scraps), Стеклянного Кота (ещё одно творение доктора Пипта), Вузи, Дороти, Косматого и Страшилы. Когда остаётся последний недостающий компонент — крыло жёлтой бабочки, против этого решительно выступает Железный Дровосек, правящий Жёлтой Страной — единственным местом, где водятся жёлтые бабочки, поскольку он не позволит убить живое существо, даже чтобы спасти чужую жизнь.
Оджо и его друзья возвращается в Изумрудный город, где Волшебник (один из немногих, кому позволено законно использовать магию в стране Оз) использует свою собственную магию, чтобы вернуть дядюшку Нанки и жену доктора Пипта в первоначальное состояние. По ходу действия Оджо духовно растёт и осознаёт, что счастье не в том, что ты имеешь, а в том, что ты делаешь, и меняет имя на «счастливчик Оджо», под которым он фигурирует в следующих книгах о стране Оз.

## Постановки
На основе книги Баум совместно с композитором Луи Готчаком примерно в 1913 году написали сценарий для музыкального спектакля, однако этот спектакль не был поставлен. Отдельные сцены из него демонстрировались на различных мероприятиях Международного Клуба Волшебника из страны Оз.
Также был снят фильм «Лоскутушка из страны Оз» (The Patchwork Girl of Oz, США, 1914).